# Mistrzostwa Polski w Narciarstwie Alpejskim 2015
Mistrzostwa Polski w Narciarstwie Alpejskim 2015, właśc. Międzynarodowe Mistrzostwa Polski w Narciarstwie Alpejskim 2015 – 82. edycja mistrzostw, która odbyła się w międzynarodowej obsadzie się na Skrzycznem w Szczyrku.

## Medaliści

### Mężczyźni
| Konkurencja     | Złoto                                 | Wynik   | Srebro                            | Wynik   | Brąz                               | Wynik   |
| --------------- | ------------------------------------- | ------- | --------------------------------- | ------- | ---------------------------------- | ------- |
| Slalom gigant   | Jakub Kłusak AZS Zakopane             | 2:40,40 | Maciej Bydliński AZS-AWF Katowice | 2:40,43 | Adam Chrapek KS Wisła Ustronianka  | 2:42,24 |
| Slalom          | Michał Jasiczek SNA Ski Team Zakopane | 1:49,09 | Adam Chrapek KS Wisła Ustronianka | 1:51,61 | Sylwester Latusek AZS-AWF Katowice | 1:52,59 |
| Supergigant     | Michał Kałwa AZS-AWF Katowice         | 1:18,40 | Maciej Bydliński AZS-AWF Katowice | 1:19,18 | Adam Chrapek KS Wisła Ustronianka  | 1:19,99 |
| Superkombinacja | Michał Kałwa AZS-AWF Katowice         | 2:03,24 | Maciej Bydliński AZS-AWF Katowice | 2:03,30 | Jakub Kłusak AZS Zakopane          | 2:04,21 |

### Kobiety
| Konkurencja     | Złoto                                    | Wynik   | Srebro                                   | Wynik   | Brąz                                 | Wynik   |
| --------------- | ---------------------------------------- | ------- | ---------------------------------------- | ------- | ------------------------------------ | ------- |
| Slalom gigant   | Maryna Gąsienica-Daniel KS Śmig Zakopane | 2:44,15 | Katarzyna Wąsek SRS Czantoria Ustroń     | 2:46,66 | Karolina Chrapek AZS AWF Katowice    | 2:47,09 |
| Slalom          | Karolina Chrapek AZS AWF Katowice        | 1:57,56 | Daria Krajewska AZS Zakopane             | 1:59,04 | Katarzyna Wąsek SRS Czantoria Ustroń | 1:59,55 |
| Supergigant     | Karolina Chrapek AZS AWF Katowice        | 1:20,58 | Maryna Gąsienica-Daniel KS Śmig Zakopane | 1:21,24 | Sabina Majerczyk LKS Poroniec        | 1:23,07 |
| Superkombinacja | Karolina Chrapek AZS AWF Katowice        | 2:08,84 | Maryna Gąsienica-Daniel KS Śmig Zakopane | 2:10,06 | Sabina Majerczyk LKS Poroniec        | 2:11,42 |